# Agathokles (Ägypten)
Agathokles (altgriechisch Ἀγαθοκλής Agathoklḗs; † 203 v. Chr. in Alexandria) war im späten 3. Jahrhundert v. Chr. ein führender Politiker während der Herrschaft des ägyptischen Königs Ptolemaios IV. Neben Sosibios war er spätestens ab 219 v. Chr. leitender Minister des Königs und hatte bedeutenden Anteil an den erfolgreichen Vorbereitungen der 217 v. Chr. gegen den Seleukiden-König Antiochos III. ausgetragenen Schlacht von Raphia. Nach dem Tod Ptolemaios’ IV. wurde er im Sommer 204 v. Chr. zusammen mit Sosibios Vormund und Regent für den unmündigen König Ptolemaios V. Bald darauf starb Sosibios, woraufhin Agathokles allein die Regierung führte. Er war aber beim Volk verhasst. Tlepolemos, Kommandant der ägyptischen Grenzfestung Pelusion, machte ihm den Anspruch auf die Regentschaft streitig und rückte mit seinen Truppen gegen Alexandria vor. Dort brach gleichzeitig etwa im Herbst 203 v. Chr. eine Militärrevolte aus, die von den Einwohnern der Hauptstadt unterstützt wurde und zu Agathokles’ Sturz und Ermordung führte. Aufgrund der Agathokles feindlich gesinnten Überlieferung ist keine gerechte Beurteilung seiner Fähigkeiten möglich.

## Leben

### Abstammung; Ministerkarriere unter Ptolemaios IV.
Agathokles war der Sohn eines gleichnamigen Vaters und dessen Gemahlin Oinanthe. Der Althistoriker Werner Huß glaubt in Anlehnung an die feindselige Tradition beim hellenistischen Historiker Polybios, dass Agathokles niedriger Herkunft gewesen und erst unter dem König Ptolemaios IV. aufgestiegen sei. Polybios referiert eine gehässige Charakterisierung von Agathokles’ Familie durch den ägyptischen Feldherrn Tlepolemos, der später Agathokles stürzte. Demzufolge sei Oinanthe eine Sambyke-Spielerin und Agathokles’ Schwester Agatthokleia ein Putzmädchen gewesen. Walter Ameling nimmt hingegen eine höhere Abstammung des Agathokles an, indem er dessen Vater mit Agathokles, dem Sohn des Diadochenherrschers Lysimachos, identifiziert.
Laut Plutarch stammte Oinanthe aus Samos, und sie brachte wohl während der Herrschaft des Königs Ptolemaios III. ihre Kinder, darunter Agathokles und Agathokleia, nach Ägypten. In seiner Jugend war Agathokles Mundschenk am Hof Ptolemaios’ III. und später Gefährte (altgriechisch ἑταῖρος hetaíros) sowie angeblich auch Geliebter (altgriechisch ἐρώμενος erṓmenos) und concubinus (Beischläfer) des Königs Ptolemaios IV. Er wurde wohl bald nach dessen Regierungsantritt (221 v. Chr.) unter dessen „Freunde“ (Philoi) aufgenommen. Spätestens ab 219 v. Chr. leitete er mit Sosibios gemeinsam die ägyptische Politik und hatte wesentlichen Anteil an der Vorbereitung der erfolgreich verlaufenden Schlacht von Raphia (217 v. Chr.) gegen den Seleukidenherrscher Antiochos III. Da er nicht selbst an diesem Feldzug teilgenommen hatte, warf Polybios ihm mangelnden soldatischen Mut vor.
Über Agathokles’ weitere politische Karriere unter Ptolemaios IV. ist kaum etwas bekannt. 216/215 v. Chr. war er Alexanderpriester, 207/206 v. Chr. Inhaber eines Landguts. Seine Schwester Agathokleia war eine einflussreiche Geliebte Ptolemaios’ IV. Wahrscheinlich verdankte er seine machtvolle Stellung vor allem seiner persönlichen Verbundenheit mit dem König. Er teilte auch dessen belletristische Neigungen; so schrieb er einen Kommentar zu der von seinem königlichen Gönner verfassten Tragödie Adonis. Allerdings darf sein Einfluss nach Meinung von Werner Huß nicht überschätzt werden; bei Polybios erscheint durchaus Sosibios als der mächtigere Minister. Das von Polybios entworfene äußerst negative Bild von Agathokles dürfte verzeichnet sein.

### Regent für Ptolemaios V.
Nach dem Tod Ptolemaios’ IV.im Sommer 204 v. Chr. übernahmen Sosibios und Agathokles die Vormundschaft und Regentschaft für den erst fünfjährigen Nachfolger Ptolemaios V. Zahlreiche moderne Forscher nehmen an, dass Ptolemaios IV. diese Aufgabe aber seiner Schwestergemahlin Arsinoë III. zugedacht hatte, wie Polybios dies implizit behauptet. Werner Huß vertritt hingegen die Meinung, dass Sobisios und Agathokles tatsächlich testamentarisch vom verstorbenen König mit der Übernahme der Reichsverweserschaft betraut worden seien. Huß weist dabei darauf hin, dass sich nach einhelligen Quellenzeugnissen Ptolemaios IV. und seine Schwestergemahlin entfremdet hatten und bislang noch keine Ptolemäerkönigin die Regierung geführt hatte.
Viele Althistoriker sind der Ansicht, dass Arsinoë III. die Machtübernahme durch die Minister nicht akzeptieren wollte und es zu einem Machtkampf kam, in dessen Verlauf ein Teil des Palasts von Alexandria abbrannte und die Königinwitwe im Auftrag des Sosibios und Agathokles von Philammon umgebracht wurde. Kurz darauf beriefen Sosibios und Agathokles die Soldaten der Leibgarde und Palastwache sowie die Offiziere der nahe der Hauptstadt stationierten Kavallerie und Infanterie zu einer Heeresversammlung im größten Hof des alexandrinischen Königspalasts ein. Sie informierten dieses Gremium über den Tod des Königspaars, ordneten landesweite Trauer an und proklamierten den kleinen Ptolemaios V. zum neuen Herrscher. Dann verlasen sie ein – laut Polybios gefälschtes – Testament, laut dem sie vom verstorbenen König zu Vormündern seines jungen Sohns ernannt worden seien. Am Ende der Zeremonie ließen sie zwei silberne Urnen herbeiholen, deren eine die Überreste Ptolemaios’ IV., die andere aber nicht jene Arsinoës III., sondern Spezereien barg. Die Urnen wurden auf Befehl der beiden Regenten im Sema beigesetzt. Da Sosibios nach diesem Staatsakt nicht mehr erwähnt wird, dürfte er bald darauf gestorben sein. Viele Alexandriner betrauerten Arsinoës III., während Agathokles und seine Partei bei ihnen verhasst waren.
Nun führte Agathokles allein die Regierungsgeschäfte weiter. Zu seinem Machterhalt versuchte er sich nach dem Abschluss der Staatstrauer die Loyalität des Heers durch ein Geldgeschenk in der Höhe eines zweimonatigen Solds an jeden Soldaten zu sichern. Den kleinen König übergab er der Obhut seiner Mutter Oinanthe und seiner Schwester Agathokleia. Den durch die Ermordung Arsinoës III. kompromittierten Philammon ließ er mit dem Titel eines Lybarchen (d. h. Stratege) in die Kyrenaika abgehen.
Gemäß den diplomatischen Usancen informierte Agathokles mehrere bedeutende Staaten über den Regierungswechsel in Alexandria. So reiste in seinem Auftrag der Makedone Pelops, der früher Stratege von Zypern gewesen war, zur Überbringung der Nachricht an den Hof des Seleukidenherrschers Antiochos III. Dieser verfolgte damals eine expansionistische Politik gegenüber den ptolemäischen Besitzungen in Kleinasien, wie es sich bei Teos und anderen Städten zeigte. Daher hatte Pelops den Antiochos III. zur Einhaltung des nach der Schlacht von Raphia geschlossenen ptolemäisch-seleukidischen Friedensvertrags zu ermahnen. Ptolemaios, ein Sohn des verstorbenen Regenten Sosibios, begab sich auf Agathokles’ Anweisung zum Makedonenkönig Philipp V., um diesen nicht nur über den ägyptischen Thronwechsel zu informieren, sondern auch einen Ehevertrag zwischen Ptolemaios V. und einer Tochter Philipps V. abzuschließen. Ptolemaios von Megalopolis, der später eine (nicht erhaltene) Biographie über Ptolemaios IV. verfasste, reiste als Agathokles’ Gesandter nach Rom, um den Senat über den Regierungsantritt Ptolemaios’ V. in Kenntnis zu setzen. Laut Polybios habe Agathokles diese Persönlichkeiten auf die diplomatische Mission geschickt, um sie – wie auch andere – angesehenen Männer aus Ägypten zu entfernen, wohl damit sie seine Machtstellung nicht gefährden konnten. Werner Huß bezweifelt diese Angabe und geht von einer wohlüberlegten diplomatischen Sendung des Regenten aus.
Ferner sandte Agathokles den ätolischen Strategen Skopas, Oberbefehlshaber der ptolemäischen Streitkräfte, zur Anwerbung von Söldnern nach Griechenland. Diese sollten im drohenden Krieg mit Antiochos III. Verwendung finden und auch die Soldaten der Leibgarde, der Palastwache und der alexandrinischen Garnison teils ergänzen, teils ersetzen; denn der Regent wollte ihm nicht vertrauenswürdig erscheinende Truppenteile in entferntere ägyptische Festungen und auswärtige Stützpunkte verlegen.
Die zu Antiochos III. und Philipp V. geschickten Gesandten hatten aber keinen Erfolg in ihrem Bemühen, die freundschaftlichen ptolemäischen Beziehungen zu diesen beiden Monarchen zu erneuern. Vielmehr kamen der Makedonen- und der Seleukidenkönig im Winter 203/202 v. Chr. in einem Geheimabkommen überein, zumindest die ptolemäischen Außenbesitzungen zu erobern und untereinander aufzuteilen. Inzwischen soll sich Agathokles, nachdem er noch vakante Stellen in der Riege der königlichen „Freunde“ mit ihm genehmen Personen besetzt hatte und so seine Macht genügend abgesichert glaubte, nach dem Bericht des Polybios Trinkgelagen und Ausschweifungen hingegeben haben. Durch dieses Verhalten sei er beim Volk noch verhasster geworden.

### Sturz
Der Feldherr Tlepolemos beendete durch eine von ihm geschürte Militärrevolte im Herbst 203 v. Chr. Agathokles’ Vormundschaftsregierung. Er war nach dem Tod des Ptolemaios IV. von Agathokles – der damals vermutlich noch im Verbund mit Sosibios handelte – zum Strategen des Distrikts von Pelusion ernannt worden. Zu diesem Zeitpunkt mussten ihn die Vormünder des Ptolemaios V. also für einen sehr vertrauenswürdigen Offizier gehalten haben. Anscheinend hatte Tlepolemos aber auch seine Beteiligung an der politischen Macht durch Aufnahme in einen neu zu schaffenden Kronrat erwartet, der die Regierungsgewalt im Reich ausüben sollte. Als diese Hoffnung enttäuscht wurde, suchte er sich selbst an Stelle des Agathokles zum Reichsregenten zu machen. Zu diesem Zweck bemühte er sich, die ihm unterstellten Soldaten auf seine Person zu verpflichten; auch knüpfte er Verbindungen mit den in Alexandria stationierten Heereseinheiten an.
Die von Tlepolemos im Umfeld seiner Offiziere über Agathokles und dessen Familie gestreuten despektierlichen Anspielungen kamen dem geschmähten Regenten bald zur Kenntnis. Agathokles griff aber zuerst nicht mit voller Härte durch, vielleicht aus Angst vor der Beliebtheit des Tlepolemos bei dessen Truppen. So begnügte er sich mit dem Versuch, die Stellung des Tlepolemos dadurch zu erschüttern, dass er ihm Schwächung der Interessen des Königs zur Last legte, was einer Einladung des Antiochos III. zu einer Attacke auf das Ptolemäerreich gleichkäme.
Als sich die Spannungen zwischen den beiden rivalisierenden Machthabern während des Jahres 203 v. Chr. verschärften, berief Agathokles in Alexandria eine Versammlung der „makedonischen“ Eliteeinheiten ein, zeigte sich ihnen in Begleitung seiner Schwester Agathokleia und des kleinen Ptolemaios V. und behauptete, Tlepolemos strebe nach der Königswürde. Es läge an den Soldaten, dem Kindkönig loyal zur Seite zu stehen und so dessen Stellung gegenüber Tlepolemos’ Putschplänen zu sichern. Zur Unterstreichung der Wahrheit seiner Äußerungen ließ er den von Pelusion angereisten Kritolaos holen, der ausführte, er habe selbst die Vorbereitungen des Tlepolemos für seine Krönung zum neuen König gesehen. Doch die angesprochenen Truppen zeigten sich unbeeindruckt, und auch Appelle des Regenten an andere Heereseinheiten zeigten keine Wirkung. Die Lage wurde für ihn noch schwieriger, als zahlreiche Soldaten oberägyptischer Garnisonen sich in die Hauptstadt begaben und bei ihren Verwandten die herrschende Krise anprangerten. Eine weitere Zuspitzung der Situation erfolgte, als Tlepolemos seine Truppen die Verproviantierung Alexandrias sperren ließ. Großen Zorn zog sich Agathokles auch zu, als er Tlepolemos’ Schwiegermutter Danaë aus dem Demeter-Tempel zerren, unverhüllt durch Alexandria schleppen und einkerkern ließ. Unzufriedene Personen schmierten nachts regierungsfeindliche Parolen an die Wände und versammelten sich tagsüber in Gruppen in der Stadt.
In dieser gefährlichen Lage dachten Agathokles und seine Clique zeitweise an Flucht, zeitweise an energisches Vorgehen gegen ihre Feinde. Als einer der „Leibwächter“, Moiragenes, beschuldigt wurde, aufgrund seiner Verwandtschaft mit Adaios, dem Kommandanten von Bubastis, für Tleplolemos zu arbeiten und diesen über die Pläne des Agathokles zu informieren, befahl der Letztere seinem Kanzleichef Nikostratos, den ergriffenen Verdächtigen in einem abgeschiedenen Teil des Palasts zu verhören und wenn nötig zu foltern. Moiragenes bestritt die gegen ihn erhobenen Vorwürfe. Als plötzlich ein Diener herbeieilte und Nikostratos eine offenbar sehr beunruhigende Nachricht – vielleicht über Tlepolemos’ Vorrücken auf Alexandria – zuflüsterte, folgte der Kanzleichef dem Diener ins Freie und kam nicht zurück. Daraufhin konnte Moiragenes ungehindert ins Lager der „makedonischen“ Truppen flüchten. Er forderte diese auf, den König, aber vor allem sich selbst zu retten, indem sie den Regenten stürzten, wobei er auf den Hass der Bevölkerung gegen Agathokles hinwies. Ansonsten seien sie, behauptete er, dem Untergang geweiht. Die Soldaten folgten Moiragenes’ Appell und überredeten andere in Alexandria stationierte Heereskontingente, sich ihrem Ungehorsam gegen Agathokles anzuschließen. Innerhalb von nur vier Stunden waren die Soldaten und Bürger der Hauptstadt in ihrer Absicht zur Revolte gegen den ungeliebten Regenten vereint. Dazu trug auch die sich verbreitende Nachricht vom Anmarsch des Heers des Tlepolemos bei, wovon Agathokles durch einen abgefangenen Brief des Tlepolemos an die Truppen ebenfalls erfuhr. Agathokles hielt nun offenbar den Machtkampf für verloren, ergriff keine Maßnahmen zur Verteidigung Alexandrias und nahm nur wie gewohnt das Nachtmahl ein.

### Ermordung
Agathokles’ Mutter Oinanthe zog sich nun ins Thesmophoreion zurück und betete in diesem Tempel zu Demeter. Inzwischen stand Alexandria am Vorabend der Vollendung der Revolution. Zahlreiche Menschen versammelten sich in der folgenden Nacht unter der Beleuchtung von Fackeln nahe des Palastes, im Stadion und am Vorplatz des Dionysos-Theaters. Von diesem Ereignis in Kenntnis gesetzt begab sich Agathokles zu Ptolemaios V. und jammerte vor dem Knaben über sein Unglück. Dann stieg er mit ihm und seinen Verwandten zur zwischen dem „Maiandros“ und der Palästra gelegenen Galerie (sog. „Flöte“) hinauf, die zum Eingang des Theaters führte. Anschließend verriegelte er die ersten beiden in diesen Gebäudekomplex Einlass gewährenden Gittertore und verschanzte sich mit seiner Familie, Ptolemaios V. und einigen Mitgliedern der Leibgarde in den Räumlichkeiten, die durch ein weiteres Gittertor gesichert waren. Wahrscheinlich hatte er den kleinen König mit sich genommen, um durch ihn über eine bessere Verhandlungsposition gegenüber den Aufständischen zu verfügen.
Am nächsten Morgen verlangte das zusammengeströmte und aufgebrachte Volk lauthals die Übergabe des Königs. Ein Teil der rebellischen „makedonischen“ Truppen besetzte die Audienzhalle des Palastes, stellte bald darauf den Aufenthaltsort des Königs fest und brach das erste der Gittertore auf, hinter die sich Agathokles mit seinen Verwandten und Ptolemaios V. zurückgezogen hatte. Als Agathokles die Rufe der Soldaten hörte, ihnen den König zu übergeben, bat er die bei ihm befindlichen Leibgardisten, mit den Soldaten zu verhandeln. Er bot an, auf das Amt des Regenten und auf seine Einkünfte zu verzichten und wünschte nur, dass er und seine Verwandten verschont und mit dem nötigen Lebensunterhalt versorgt würden. Diese Aufgabe übernahm Aristomenes – der nach Tlepolemos’ Sturz selbst Reichsregent werden sollte –, begab sich dabei aber in Lebensgefahr, da er bei der Erläuterung von Agathokles’ Vorschlag fast niedergestochen worden wäre. Die in den Palast eingedrungenen Soldaten antworteten, Aristomenes solle Ptolemaios V. bringen und sich ihnen nicht mehr zeigen. Gleichzeitig rückten sie näher und brachen das zweite Gittertor auf. Durch diese Gewalttätigkeit erschreckt baten Agathokles und seine Angehörigen selbst die Soldaten um ihr Leben. Der Regent erreichte aber keine Zugeständnisse und musste den König ausliefern. Die Soldaten führten Ptolemaios V. ins Stadion, wo dieser bejubelt wurde. Die tobende Menge forderte aber auch die Bestrafung der Schuldigen. Um den Volkszorn zu besänftigen, fragte der Leibwächter Sosibios schließlich den sich unwohl fühlenden kleinen König, ob er der Menge diejenigen übergeben werde, die ihm oder seiner Mutter zu nahe getreten wären. Ptolemaios V. nickte zustimmend. Unterdessen hatten sich Agathokles und seine Verwandten in ihre eigenen Unterkünfte begeben.
Als Agathokles’ Diener Philon, der sich nicht bei seinem Herrn im Palast befunden hatte, betrunken ins Stadion kam und beim Anblick der lärmenden Menge äußerte, diese Leute würden es noch bereuen, wenn Agathokles Truppen aufbiete, wurde er niedergemacht. Bald danach wurde Agathokles gefesselt vorgeführt und niedergestochen. Daraufhin wurden die nackte Agathokleia mit ihren Schwestern und übrigen Verwandten und zuletzt die aus dem Thesmophoreion gezerrte Oinanthe herbeigebracht und von der rasenden Menge grausam massakriert. Als Jugendgefährtinnen Arsinoës III. erfuhren, dass deren Mörder Philammon in Alexandria weilte, erschlugen sie ihn mit Knüppeln und töteten auch dessen Gattin und Sohn. Diese Mordserie ereignete sich wohl im Oktober oder November 203 v. Chr.